# (1722) Goffin
(1722) Goffin est un astéroïde de la ceinture principale découvert le 23 février 1938 à Uccle par l'astronome belge Eugène Joseph Delporte.

## Historique
Sa désignation provisoire, lors de sa découverte le 23 février 1938, était 1938 EG.